# Callistethus pyroscelis
Callistethus pyroscelis är en skalbaggsart som beskrevs av Hope 1841. Callistethus pyroscelis ingår i släktet Callistethus och familjen Rutelidae. Inga underarter finns listade.